# Rhopalophora paraensis
Rhopalophora paraensis es una especie de escarabajo longicornio del género Rhopalophora, categorizada en la tribu Rhopalophorini, de la subfamilia Cerambycinae. Fue descrita por Martins & Napp en 1989.

## Descripción
Mide 10-16 mm de longitud.

## Distribución
Se distribuye por América del Sur: Brasil.